# 장윈촨
장윈촨(중국어 간체자: 张云川, 정체자: 張雲川, 병음: Zhāng Yúnchuān, 1946년 ~ )은 중화인민공화국의 정치인이다. 후난성 성장과 허베이성 중국 공산당 당위원회 서기를 역임했다.

## 생애
저장성 둥양시 출신으로 1970년 하얼빈 중국인민해방군 국방과학기술대학에서 내연기관학을 공부하고 중국선박공업총공사에서 오랫동안 일을 했다. 1973년 중국 공산당에 입당했다. 1985년 장시성 주장시에서 부시장을 역임하고 이듬해 간저우 지구 행정부 위원으로 자리를 옮겼다. 1991년 장시성 성장조리와 1993년 장시성 인민정부 부성장을 거쳐 1995년 신장 위구르 자치구 부주석이 되었다. 1998년 후난성 성위원회 부서기 겸 창사시 시위원회 서기를 지냈고 2001년 후난성 인민정부 성장 대행을 하고 이듬해 정식으로 성장이 되었다.
2003년 장윈촨은 중앙 정부로 자리를 옮겨 국방과학기술공업위원회 주임이 되었고 2007년 8월 중국공산당 허베이성 성위원회 서기로 선출되었다. 2008년 1월 허베이성 인민대표대회 상무위위원 주임이 되었고 2011년 8월 허베이성 성위윈회 서기에서 물러나 제11기 전국인민대표대외 환경 및 자원보호위원회 부주임 위원으로 선출되었다.